# 亨利·N·波拉克
亨利·N·波拉克（英語：Henry N. Pollack，1936年—）是一位美国地质学家，密歇根大学榮譽退休教授，科普作品有《不确定的科学与不确定的世界》（Uncertain Science ... Uncertain World，2003年）、 《没有冰的世界》（A World Without Ice，2010年）等。